# 1986年の自転車競技
1986年の自転車競技（1986ねんのじてんしゃきょうぎ）では1986年の自転車競技についてまとめる。

## 主なできごと
- 中野浩一、5月に久留米競輪場で練習中に転倒。肋骨骨折など全治3ヶ月と診断され、8月末より開催されるトラックレース世界選手権（アメリカ、コロラド・スプリングス）の出場が危ぶまれたが、リハビリの励行などにより急ピッチで回復させて出場にこぎつけ、10連覇をかけたプロスプリント決勝で、松井英幸を2-0で破り成就。さらに同種目では、俵信之が3位に入り、日本勢が表彰台を独占した。また大会終了後、中野は記者会見の席上で、プロスプリントの参加を当年限りで区切りとすると言明。
- 中曽根康弘内閣総理大臣は、中野浩一のこれまでの功績を讃え、アジア競技大会ハンマー投5連覇を果たした室伏重信とともに、内閣総理大臣顕彰を授与。
- グレッグ・レモン、ツール・ド・フランス史上初めて、アメリカ国籍選手として総合優勝達成。
- ベルナール・イノー引退。
- 坂本勉、5月10日に青森競輪場で初出走初勝利を挙げると、その後35連勝を達成。
- ショーン・ケリー、パリ〜ニース総合5連覇達成。
- ウース・フローラー、世界選手権・プロポイントレース6連覇達成。

## 主な成績

### ロードレース
- ブエルタ・ア・エスパーニャ：4月22日〜5月13日
  - 総合優勝：アルバロ・ピノ（ スペイン、ゾル・BH） 98時間16分04秒
  - ポイント賞：ショーン・ケリー（ アイルランド）
  - 山岳賞：ホセ・ルイス・ラギラ（ スペイン）
- ジロ・デ・イタリア：5月16日〜6月2日
  - 総合優勝：ロベルト・ヴィゼンティーニ（ イタリア、カレラ） 102時間33分55秒
  - ポイント賞：ギド・ボンテンピ（ イタリア）
  - 山岳賞：ペドロ・ムニョス（ スペイン）
- ツール・ド・フランス：7月4日〜7月27日
  - 総合優勝：グレッグ・レモン（ アメリカ合衆国、ラ・ヴィ・クレール） 110時間35分19秒
  - ポイント賞：エリック・ファンデラールデン（ ベルギー）
  - 山岳賞：ベルナール・イノー（ フランス）
- 世界選手権・プロロードレース：9月6日、 アメリカ合衆国・コロラド・スプリングス
  - 優勝：モレノ・アルジェンティン（ イタリア） 6時間32分38秒
- ミラノ〜サンレモ：3月15日
  - 優勝：ショーン・ケリー（ アイルランド）
- ロンド・ファン・フラーンデレン：4月6日
  - 優勝：アドリ・ファンデルプール（ オランダ）
- パリ〜ルーベ：4月13日
  - 優勝：ショーン・ケリー（ アイルランド）
- リエージュ〜バストーニュ〜リエージュ：4月20日
  - 優勝：モレノ・アルジェンティン（ イタリア）
- ジロ・ディ・ロンバルディア：10月18日
  - 優勝：ジャンバッティスタ・バロンケッリ（ イタリア）
- スーパープレスティージュ
  - 優勝：ショーン・ケリー（ アイルランド）
- UCI・ロードワールドランキングス
  - 優勝：ショーン・ケリー（ アイルランド）

### トラックレース

#### 競輪
- 日本選手権競輪：決勝日・3月27日 平塚競輪場
  - 優勝：滝澤正光（千葉）
- 高松宮杯競輪：決勝日・6月3日 大津びわこ競輪場
  - 優勝：滝澤正光（千葉）
- 全日本選抜競輪：決勝日・8月5日 熊本競輪場
  - 優勝：井上茂徳（佐賀）
- オールスター競輪：決勝日・9月24日 いわき平競輪場
  - 優勝：伊藤豊明（愛媛）
- 競輪祭：競輪王戦決勝日・11月25日、新人王戦決勝日・11月23日 小倉競輪場
  - 全日本競輪王戦優勝：山口健治（東京）
  - 全日本新人王戦優勝：俵信之（北海道）
- KEIRINグランプリ'86：12月30日 立川競輪場
  - 優勝：井上茂徳（佐賀）
- 賞金王：滝澤正光（千葉） - 100,883,000円

### シクロクロス
- 世界選手権自転車競技大会：1月26日　 ベルギー・ハル
  - プロ優勝：アルベルト・ツヴァイフェル（ スイス）